# فارزيدو
فارزيدو بلدية في ولاية باهيا في المنطقة الشمالية الشرقية من البرازيل.